# گرته فاریمو
گرته فاریمو (انگلیسی: Grete Faremo؛ زادهٔ ۱۶ ژوئن ۱۹۵۵) سیاست‌مدار اهل نروژ است.